# Frédéric III (empereur allemand)
Vous lisez un « bon article » labellisé en 2010.
Pour les articles homonymes, voir Frédéric III et Frédéric de Prusse.
Frédéric III (en allemand : Friedrich III.), de son nom complet Frédéric Guillaume Nicolas Charles de Hohenzollern, est né le 18 octobre 1831 à Potsdam en Prusse et mort le 15 juin 1888 en cette même ville. Régnant du 9 mars au 15 juin 1888, il est le huitième roi de Prusse et le deuxième empereur allemand (Deutscher Kaiser).
Issu de la très conservatrice et militariste maison de Hohenzollern, le prince Frédéric acquiert en grandissant des idées libérales qui lui viennent en partie de sa mère Augusta de Saxe-Weimar-Eisenach. Après des études mêlant à la fois formation militaire et arts libéraux, le jeune homme épouse, en 1858, la princesse royale Victoria du Royaume-Uni, qui le conforte dans ses idées progressistes. Peu à peu, le prince s’éloigne de son père, le roi Guillaume Ier de Prusse, et surtout du chef de son gouvernement, le ministre-président de Prusse Otto von Bismarck, qui se méfie de lui. Bien qu’héritier du trône, le prince est alors écarté des affaires politiques et cantonné à un rôle essentiellement représentatif.
Choqué par la politique bismarckienne « du sang et du fer », le Kronprinz Frédéric n’en est pas moins désireux d’unifier l’Allemagne et d’en faire une grande nation en Europe. Bien qu'opposé à la guerre, il s’illustre tout de même dans les conflits déclenchés par son pays dans les années 1860-1870 : guerre des Duchés (1864), guerre austro-prussienne (1866) et guerre franco-allemande (1870) pendant laquelle il se fait remarquer par son humanité. Mais, malgré ses gloires militaires, le Kronprinz continue à être éloigné du pouvoir par son père, roi soumis à son ministre. D’ailleurs, la proclamation de l’Empire allemand en 1871 ne s’accompagne pour lui d’aucune promotion politique.
Resté vingt-sept ans héritier du trône, Frédéric succède finalement à son père comme roi de Prusse et empereur allemand le 9 mars 1888. Mais il est alors atteint d’un cancer du larynx avancé et il meurt après seulement 99 jours de règne, ce qui l’empêche de mener à bien les réformes dont il avait rêvé.
Aujourd’hui encore, l’empereur Frédéric III est une personnalité controversée chez les historiens : tandis que certains considèrent qu’il aurait pu empêcher le déclenchement de la Première Guerre mondiale en faisant de l’Allemagne une démocratie libérale, d’autres pensent qu’il n’aurait pu réformer en profondeur son pays et doutent même qu’il en eût eu la volonté.

## Famille
Frédéric est le fils de l'empereur allemand Guillaume Ier (1797-1888), alors prince de Prusse et héritier putatif de son frère, et de son épouse la princesse Augusta de Saxe-Weimar-Eisenach (1811-1890).
Par son père, Frédéric est le petit-fils du roi Frédéric-Guillaume III de Prusse (1770-1840) et de son épouse Louise de Mecklembourg-Strelitz (1776-1810), tandis que, par sa mère, il descend du grand-duc Frédéric-Charles de Saxe-Weimar-Eisenach (1783-1853) et de Maria Pavlovna de Russie (1786-1859).
Le prince a une sœur, la princesse Louise de Prusse, de sept ans sa cadette, qui porte le prénom de sa grand-mère. Elle épouse le grand-duc Frédéric Ier de Bade en 1856 et donne naissance au grand-duc Frédéric II de Bade, à la reine Victoria de Suède et au prince Louis de Bade (1865-1888).
Le 25 janvier 1858, Frédéric-Guillaume épouse à Londres la princesse royale Victoria du Royaume-Uni (1840-1901), fille de la reine Victoria (1819-1901) et d'Albert de Saxe-Cobourg-Gotha (1819-1861).
Du mariage de Frédéric et de Victoria naissent huit enfants, parmi lesquels deux meurent avant l'adolescence :
- Guillaume II (1859-1941), roi de Prusse et empereur allemand, qui épouse, en premières noces, la princesse Augusta-Victoria de Schleswig-Holstein-Sonderbourg-Augustenbourg (1858-1921), avant de se remarier à la princesse Hermine de Reuss (1887-1947) ;
- Charlotte de Prusse (1860-1919), princesse de Prusse et d'Allemagne, qui épouse le duc Bernard III de Saxe-Meiningen (1851-1928) ;
- Henri de Prusse (1862-1929), prince de Prusse et d'Allemagne, qui épouse la princesse Irène de Hesse-Darmstadt (1866-1953) ;
- Sigismond de Prusse (1864-1866), prince de Prusse ;
- Victoria de Prusse (1866-1929), princesse de Prusse et d'Allemagne, qui s'unit, en premières noces, au prince Adolphe de Schaumbourg-Lippe (1859-1917), régent de Lippe, avant de se remarier au réfugié russe blanc Alexandre Zoubkoff (de) (1901-1936) ;
- Waldemar de Prusse (1868-1879), prince de Prusse et d'Allemagne ;
- Sophie de Prusse (1870-1932), princesse de Prusse et d'Allemagne, qui épouse le roi des Hellènes Constantin Ier de Grèce (1868-1923) ;
- Marguerite de Prusse (1872-1954), princesse de Prusse et d'Allemagne, qui épouse le landgrave Frédéric-Charles de Hesse-Cassel (1868-1940), roi de Finlande en 1918.

## Biographie

### Prince de Prusse

#### Enfance et formation

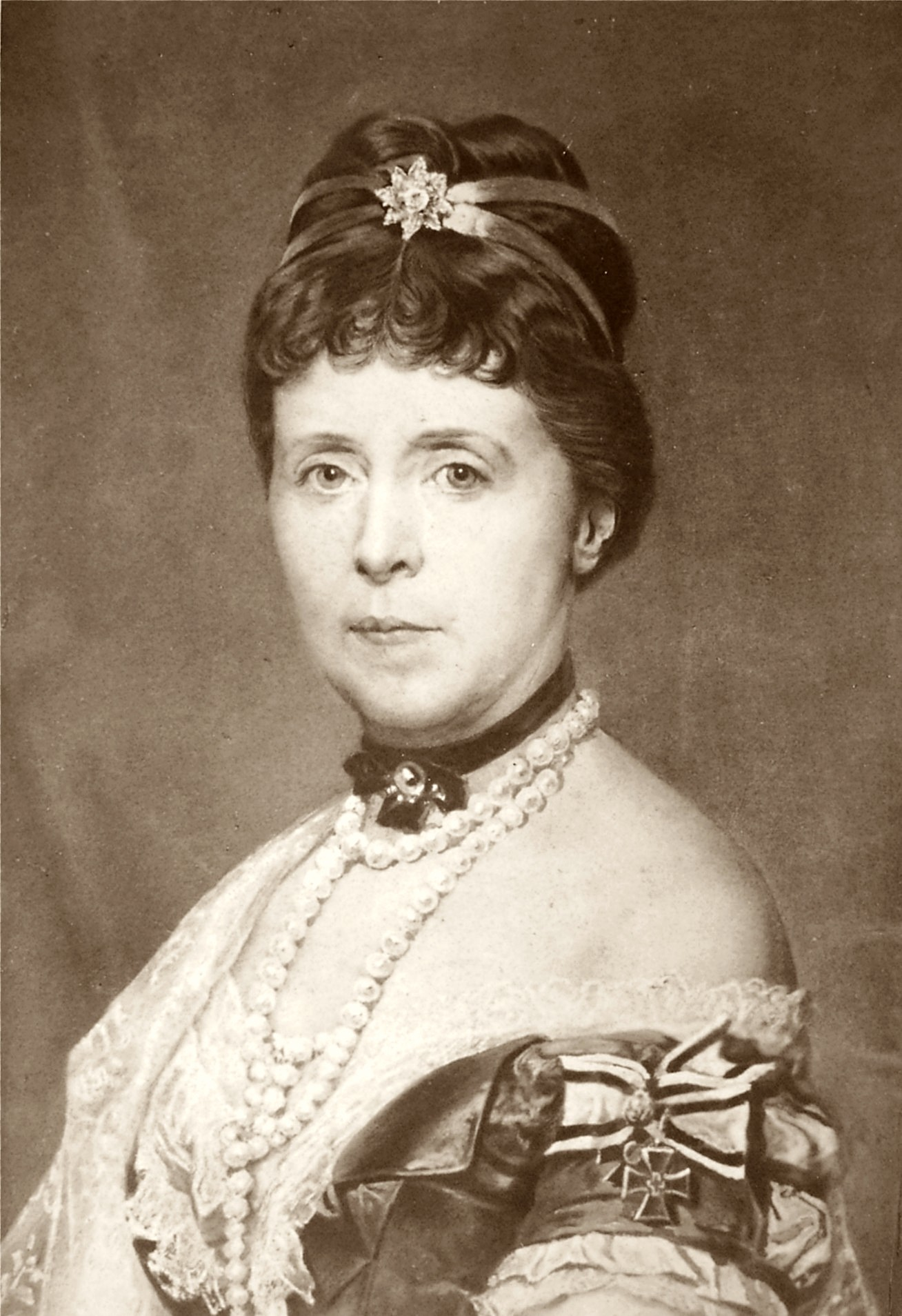
La duchesse Augusta de Saxe-Weimar-Eisenach, mère de Frédéric-Guillaume.

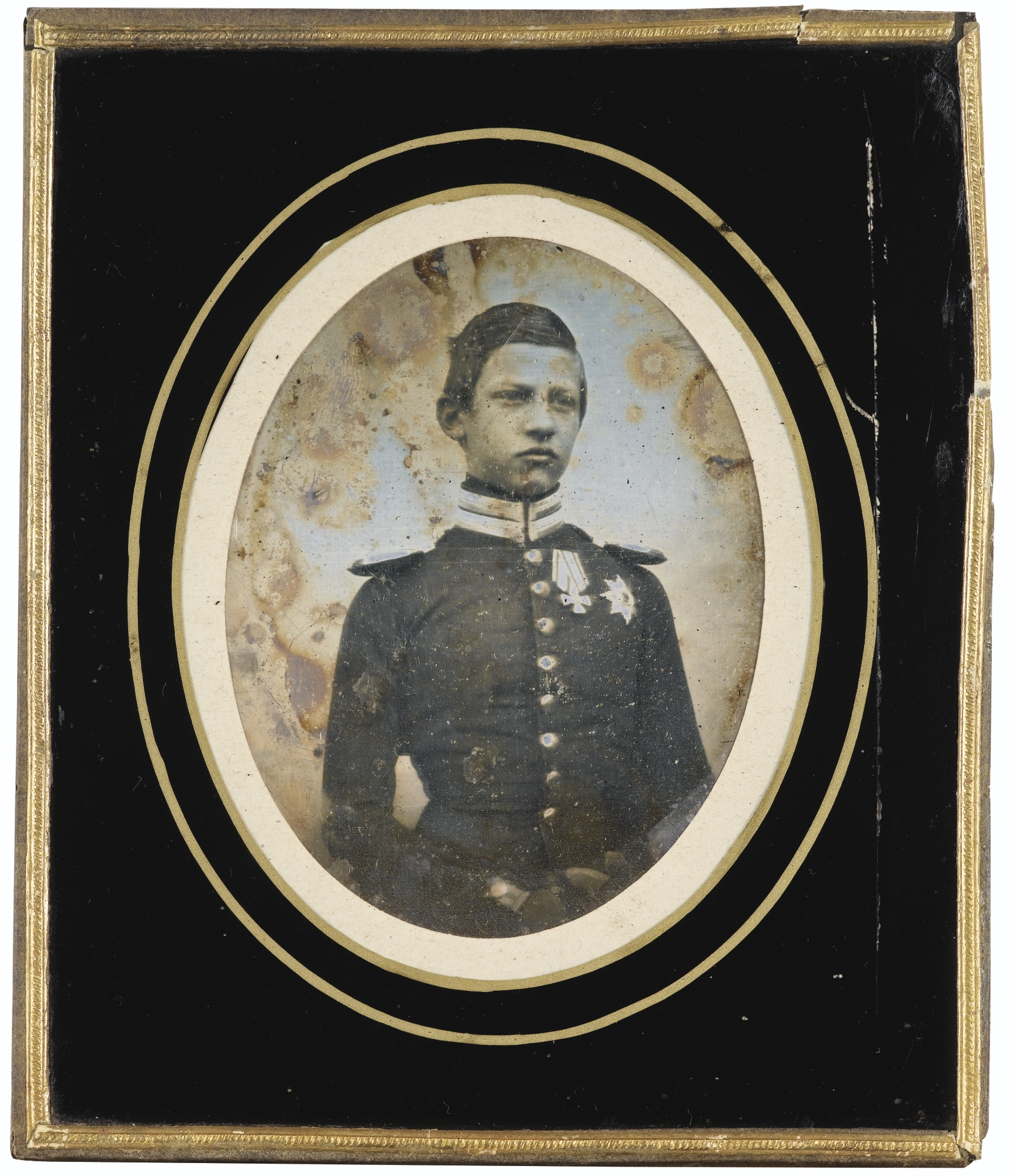
Frédéric III enfant, vers 1841.

Le prince Frédéric-Guillaume naît au Nouveau Palais de Potsdam, en Prusse, le 18 octobre 1831. Son prénom est un hommage à son grand-père le roi Frédéric-Guillaume III de Prusse alors régnant et à son oncle, le Kronprinz Frédéric-Guillaume. Marié en 1823 à la duchesse Élisabeth de Bavière, le Kronprinz n'a pas d'enfant et le nourrisson est dans doute appelé à lui succéder. La grand-mère du petit prince prussien, née Louise de Mecklembourg-Strelitz et décédée dans la fleur de l'âge, fut une des égéries de la résistance à l'occupation française. Ses enfants et ses sujets la considèrent comme une héroïne.
Son père, le prince Guillaume de Prusse, est le deuxième fils du roi Frédéric-Guillaume III et le frère cadet du roi Frédéric-Guillaume IV. Ayant été élevé dans la stricte tradition militaire des Hohenzollern, il a participé à la libération de l'Allemagne et combattu dans son adolescence les armées de Napoléon Ier.
Au contraire, la mère de Frédéric-Guillaume, née princesse Augusta de Saxe-Weimar-Eisenach, a reçu une éducation beaucoup plus libérale et artistique que son époux. Femme intelligente, elle est d'ailleurs bien connue, en Europe, pour ses idées progressistes. Le couple ne s'entend donc guère,, et Frédéric-Guillaume et sa sœur, Louise, connaissent des enfances solitaires et difficiles,.
Malgré l'importance accordée par les Hohenzollern à la formation militaire, la princesse Augusta insiste pour que son fils reçoive également une éducation plus traditionnelle. Élève brillant, le jeune garçon est particulièrement doué pour les langues étrangères et il parvient à maîtriser parfaitement l'anglais, le français et le latin. Frédéric-Guillaume, qui excelle également en gymnastique, étudie par ailleurs l'histoire, la géographie, la physique, la musique et la religion. En bon prince prussien, il devient finalement un cavalier accompli.
Initié très jeune aux choses militaires, Frédéric-Guillaume a dix ans lorsqu'il est nommé sous-lieutenant dans le 1er régiment à pied de la Garde et décoré de l'ordre de l'Aigle noir. Une fois devenu adulte, sa famille espère qu'il s'implique davantage dans les affaires militaires mais, à l'âge de dix-huit ans, il brise la tradition familiale en entrant à l'Université de Bonn. Ses années d'études universitaires et l'influence des personnalités les moins conservatrices de sa famille expliquent largement l'acquisition, par le prince Frédéric-Guillaume, d'idées très libérales.
En 1840, le roi Frédéric-Guillaume III meurt et son fils aîné devient roi sous le nom de Frédéric-Guillaume IV. Le prince Guillaume devient l'héritier du trône.

#### L'impact des idées libérales sur l'Allemagne

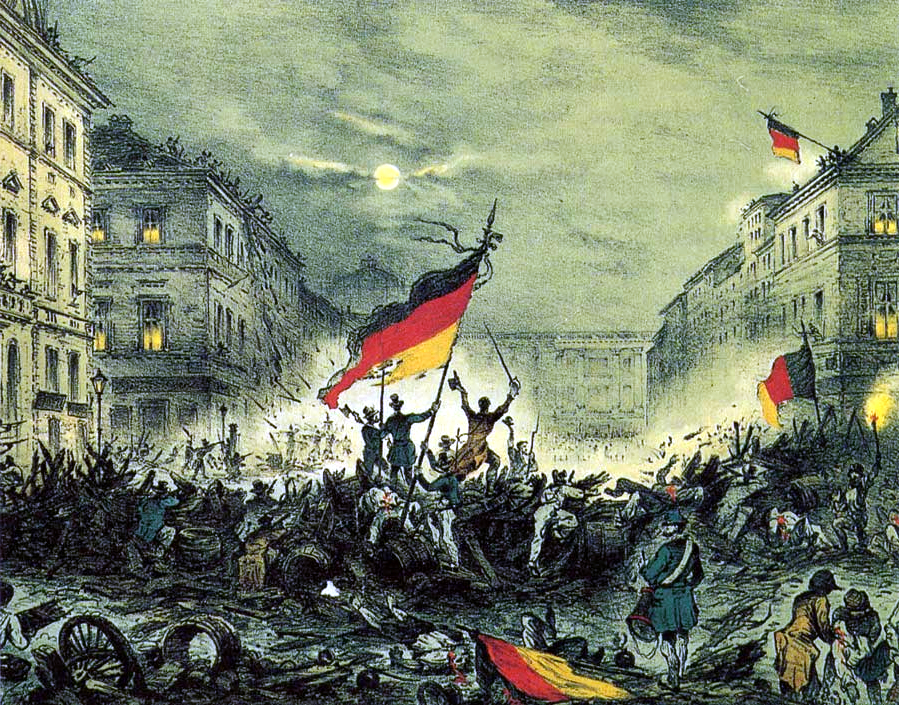
Les barricades à Berlin (1848).

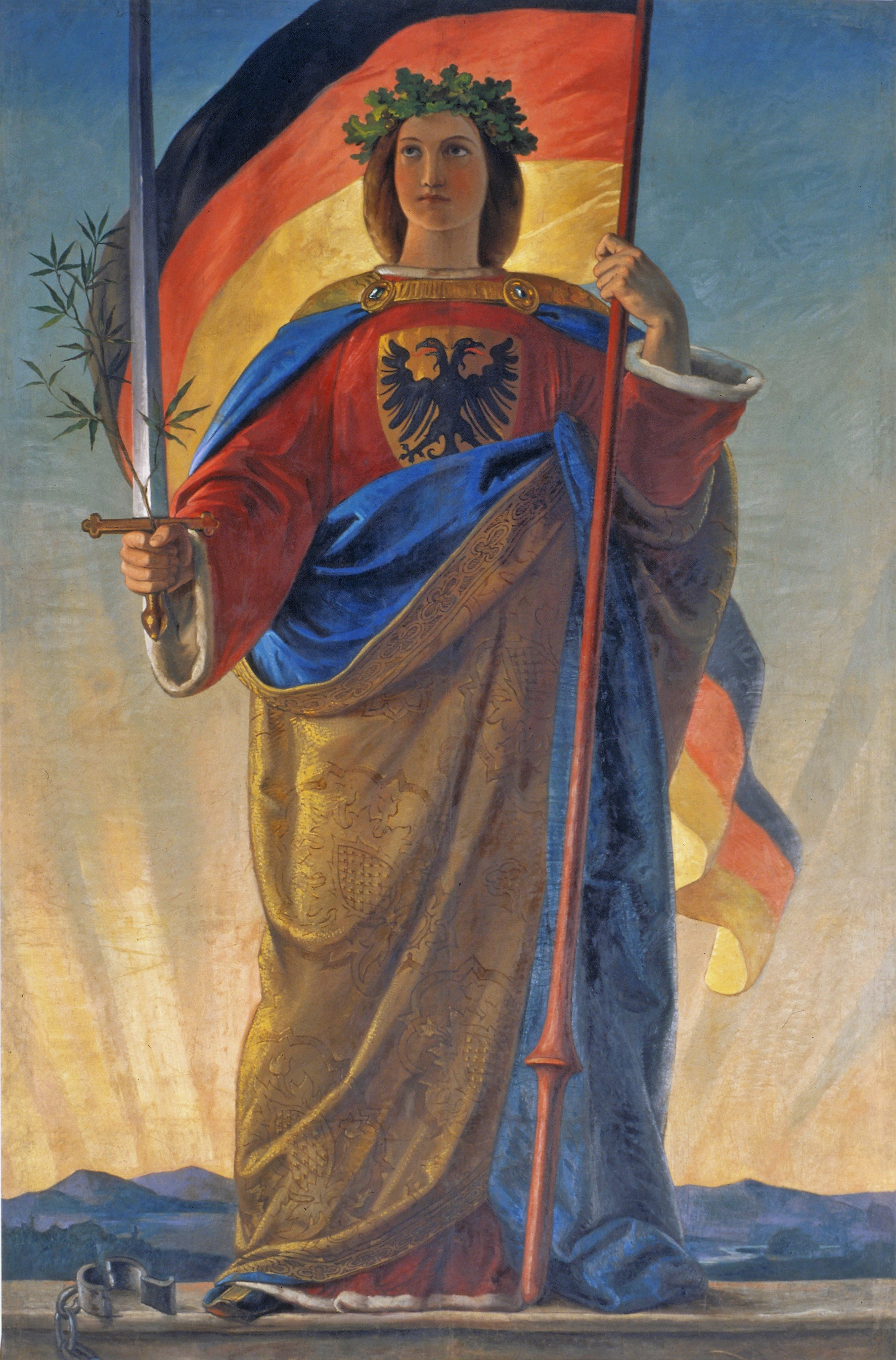
Germania, représentation de la patrie allemande unifiée par Philipp Veit.

Frédéric-Guillaume grandit à une époque tumultueuse durant laquelle les idées libérales connaissent un fort engouement dans le monde germanique. Le désir d'unifier l'Allemagne et d'y instaurer une monarchie constitutionnelle garantissant l'égalité de tous les citoyens devant la loi, la protection de la propriété privée et la reconnaissance des droits civiques se développe. De fait, les libéraux souhaitent imposer à la Confédération germanique un gouvernement soumis à la volonté et à la représentation populaires.
En 1848, le jeune Frédéric a seize ans et le développement du sentiment national et des idées libérales en Allemagne aboutissent à l'éclatement d'une série de révolutions qui renversent différents monarques germaniques et européens. Dans les États allemands, le but des libéraux est de faire reconnaître les libertés fondamentales comme la liberté de réunion et la liberté de la presse ainsi que de créer un parlement et une constitution allemands,. Mais, après quelques mois, les « révolutions de mars » sont balayées par les forces conservatrices. Pourtant, même s'ils échouent à maintenir en place leurs réformes, les libéraux restent très présents dans la vie politique allemande tout au long de la vie du souverain.
Farouche partisan de la réaction, le prince Guillaume voit son palais incendié par les révolutionnaires. Afin de lui éviter la vindicte des Berlinois, son frère le nomme gouverneur de la Rhénanie. Le prince réside à Coblence, au confluent de la Moselle et du Rhin, dans l'ancien palais de l'archevêque de Trèves.
Au sein de la Confédération germanique, la Prusse se pose en rivale face à l'empire d'Autriche du jeune empereur François-Joseph Ier.
En 1849, les princes de Hohenzollern-Sigmaringen et de Hohenzollern-Hechingen, souverains catholiques appartenant à la branche aînée de la Maison de Hohenzollern, abdiquent en faveur de leur lointain cousin protestant, le roi de Prusse. Le royaume de Prusse prend pied dans le sud de l'Allemagne et tente de partager la présidence de la confédération avec l'empereur d'Autriche. En 1850, elle doit renoncer à ses prétentions (reculade d'Olmütz). Cherchant à neutraliser cette puissance rivale, l'empereur d'Autriche demande en 1853 la main de la princesse Anne de Prusse (1836-1918). Le roi Frédéric-Guillaume III, oncle de la princesse mais aussi oncle par alliance du jeune empereur, décline l'offre impériale. Désirant étendre l'influence de la Prusse en Allemagne, il marie en 1856 la princesse Louise de Prusse, sœur du prince Frédéric-Guillaume, au grand-duc Frédéric Ier de Bade dont les États sont frontaliers de la France.
En 1858, le roi Frédéric-Guillaume IV de Prusse, victime d'une congestion cérébrale, est déclaré incapable de régner. Son frère et héritier, le prince Guillaume, est proclamé régent.

#### Un mariage arrangé mais heureux

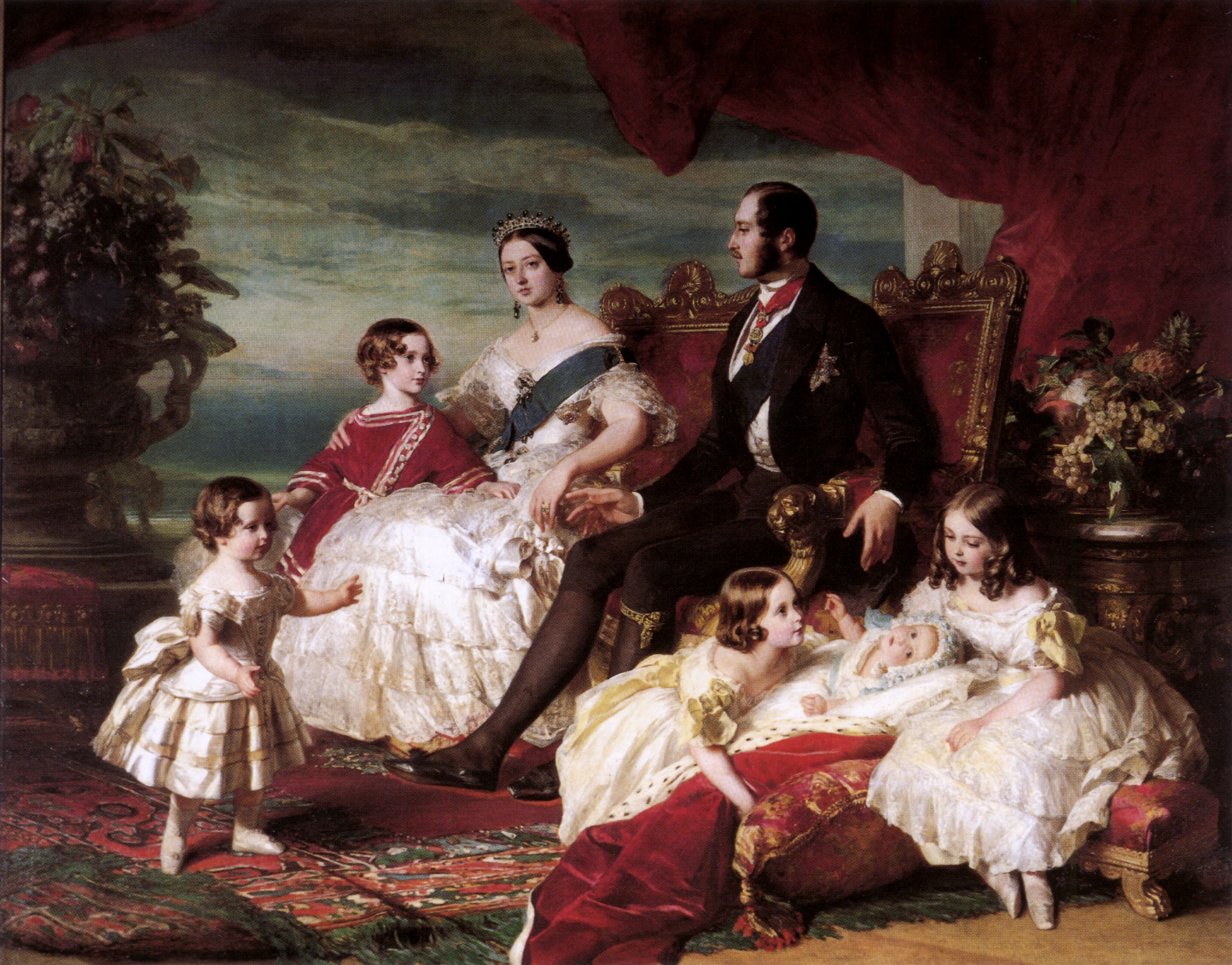
La famille royale britannique par Franz Xaver Winterhalter (1846).

Au XIXe siècle, les mariages princiers européens sont arrangés par les cours pour créer et renforcer les liens entre les États du continent. Dès 1851, la reine Victoria et son époux, le prince Albert, font des projets pour marier leur fille aînée, la princesse royale Victoria qui vient d'avoir onze ans, à l'héritier du trône prussien, Frédéric-Guillaume. À l'époque, la famille royale de Grande-Bretagne est presque entièrement d'origine germanique : il y a très peu de sang anglais dans les veines de la reine Victoria et pas du tout dans celles de son époux.

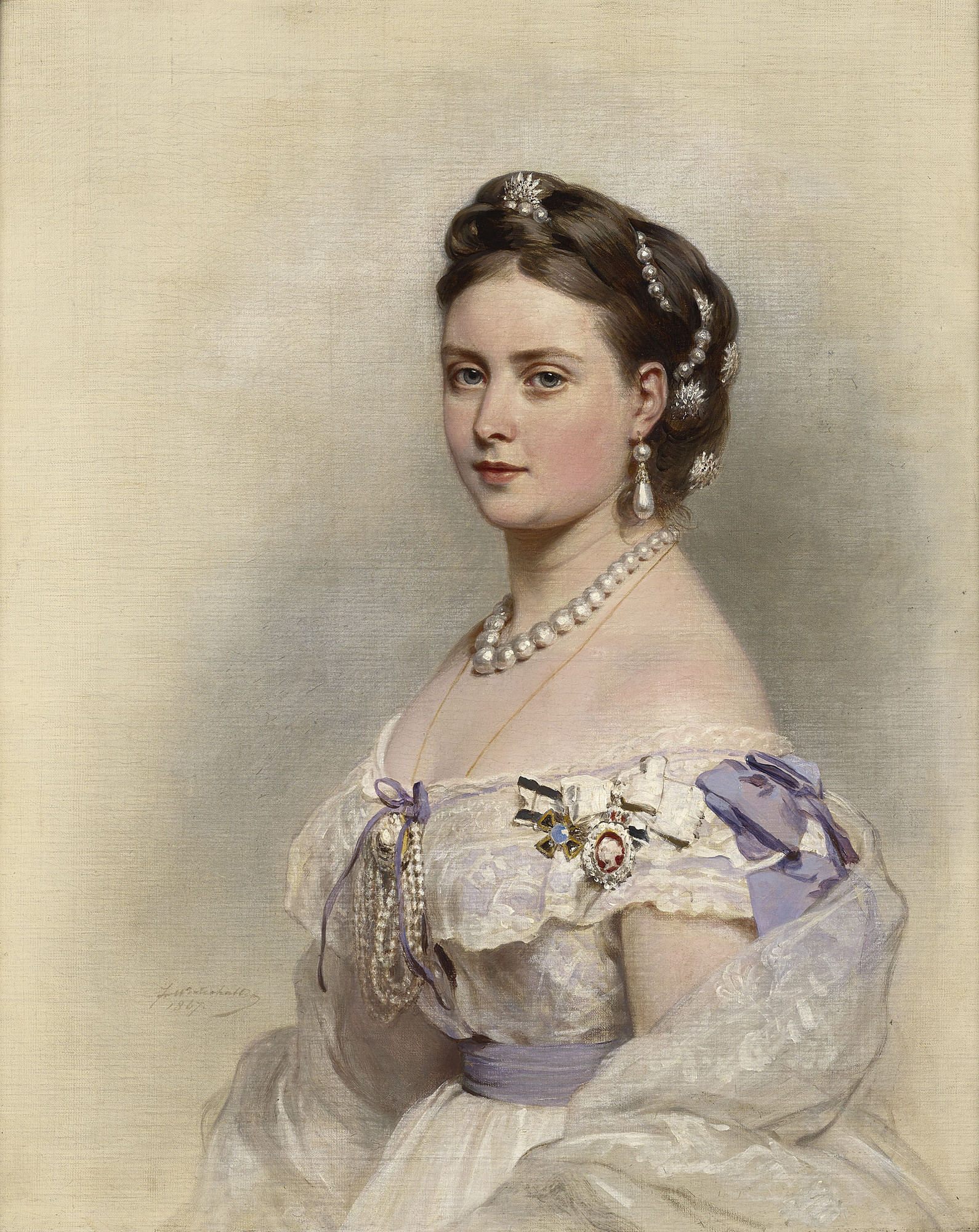
La princesse royale Victoria du Royaume-Uni, épouse du prince Frédéric, par F. X. Winterhalter (1867).

Les souverains désirent donc maintenir leurs liens familiaux avec l'Allemagne. Le prince consort pense par ailleurs que l'entrée d'une princesse britannique dans la famille Hohenzollern pourrait permettre la libéralisation et la modernisation du royaume de Prusse. Le roi des Belges Léopold Ier, oncle de Victoria et d'Albert, intervient également pour favoriser le mariage de Frédéric-Guillaume avec la princesse royale. Pendant plusieurs années, il soutient ainsi l'idée du baron von Stockmar d'organiser une alliance entre la Grande-Bretagne et la Prusse. À Berlin, la princesse Augusta est, elle aussi, très favorable à un mariage anglais pour son fils. Cependant, son mari ne partage pas son avis et souhaiterait plutôt unir Frédéric-Guillaume à une grande-duchesse de Russie.

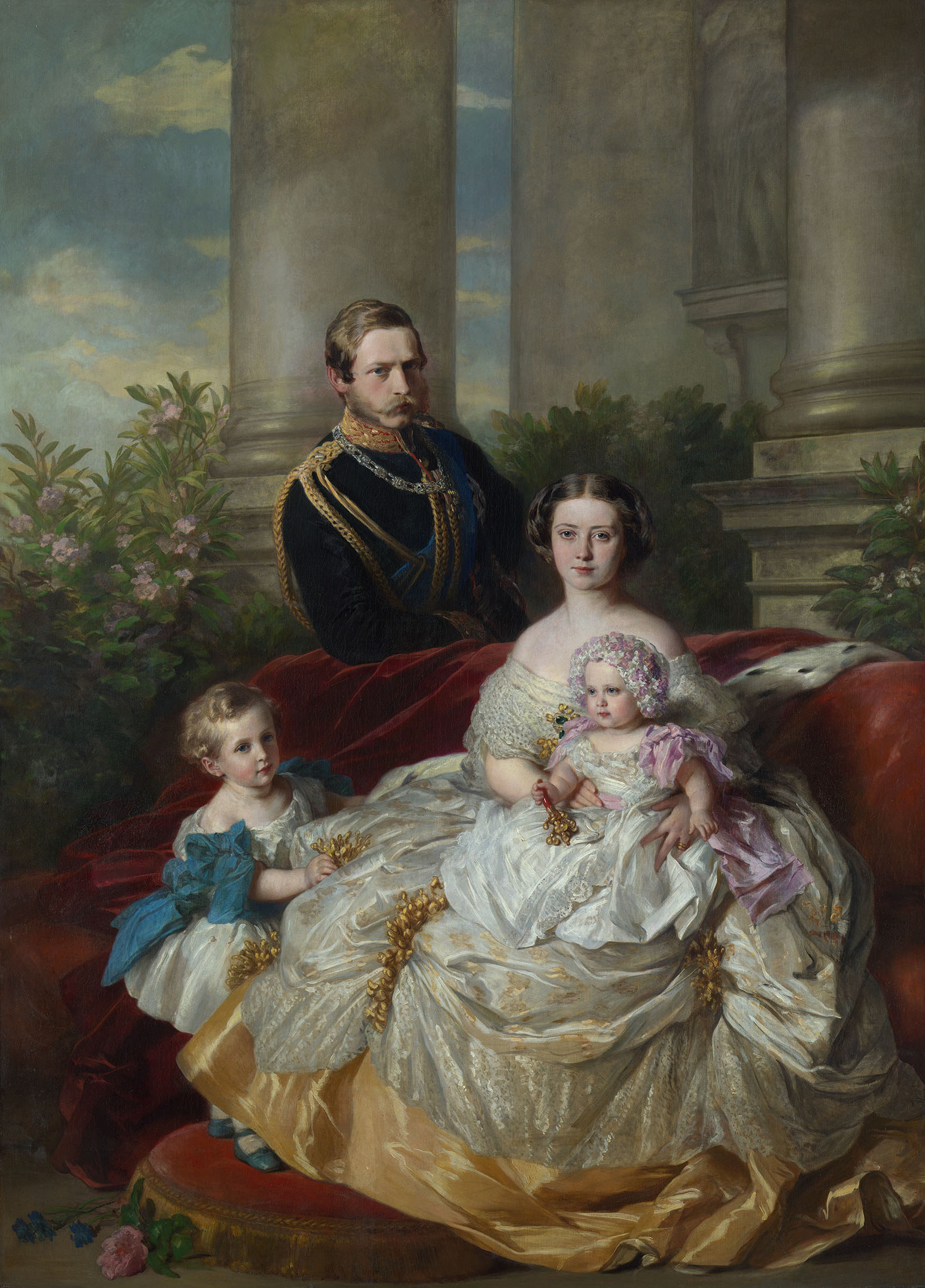
La famille du Kronprinz (Winterhalter, 1861). La Kronprinzessin voulait modeler sa famille en prenant exemple sur ses parents.

Les fiançailles de Frédéric-Guillaume et de Victoria sont annoncées en avril 1856. C'est pendant les fiançailles de sa fille aînée que la reine Victoria met au monde son neuvième et dernier enfant, la princesse Béatrice du Royaume-Uni. Contrairement aux vœux de la cour prussienne qui souhaite que les cérémonies du mariage de l'héritier putatif du trône se déroulent à Berlin, l'union est célébrée à Londres à la Chapelle royale du Palais de Saint-James le 25 janvier 1858.
Bien qu'elle ait été arrangée, l'union des deux jeunes gens se révèle dès les premiers moments très heureuse. En effet, ayant reçu une éducation libérale, Victoria partage totalement les idées politiques de son époux,.

#### Relations avec son fils Guillaume

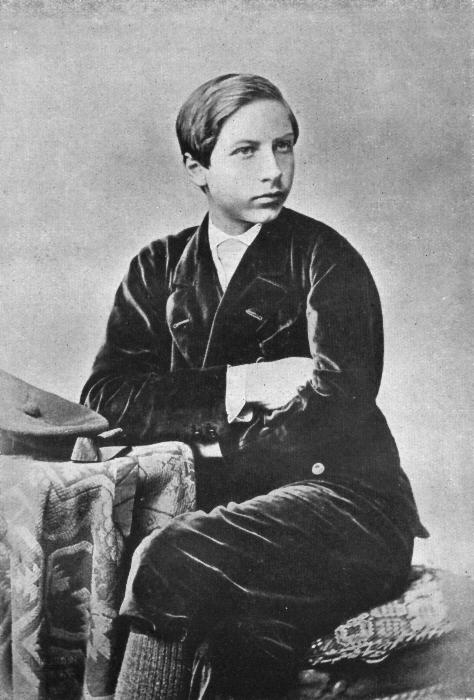
Le jeune Guillaume de Prusse en 1874.

Très uni, le couple ne tarde pas à donner le jour à une nombreuse famille et son premier enfant, le prince Guillaume, voit le jour un an après son mariage, le 27 janvier 1859. Mais l'accouchement se passe mal et le bébé naît avec un bras handicapé, probablement du fait d'une dangereuse présentation du siège ou bien alors d'une infirmité motrice cérébrale,. Quelque peu imbue de sa naissance et de ses idées progressistes, la princesse envisage de prénommer son fils Albert en hommage à son père. Le nourrisson sera prénommé Friedrich Wilhelm Albrecht Viktor (Frédéric Guillaume Albert Victor) en hommage à son grand-oncle le roi et appelé couramment Wilhelm, prénom répandu dans la Maison de Hohenzollern (toute comme Wilhelmine pour les filles) comme son grand-père prussien qui le surnommera affectueusement Willykind, tandis que sa famille anglaise l'appellera William. En revanche ses troisième et quatrième prénoms sont un hommage à ses grands-parents anglais.
En grandissant, le prince Guillaume n'acquiert aucune des idées libérales de ses parents. Son père et sa mère le considèrent même comme un « complet Prussien ». Leurs différences idéologiques creusent un profond fossé entre le prince et ses parents et leurs relations restent tendues tout au long de leurs vies,, d'autant que Bismarck fait tout son possible pour aggraver la situation,.
Dédaignant les idées progressistes de ses parents et désirant les humilier publiquement, Guillaume II ne fait aucune référence à son père lorsqu'il lui succède sur le trône en 1888. Il déclare au contraire qu'il souhaite suivre la voie ouverte par son grand-père, Guillaume Ier. Par la suite, le nouvel empereur conduit une politique très conservatrice qui mène le pays à la Première Guerre mondiale,.

### Kronprinz de Prusse

#### Héritier du trône de Prusse
Lorsque Guillaume Ier monte sur le trône de Prusse le 2 janvier 1861, Frédéric-Guillaume devient Kronprinz, autrement dit prince héritier. Déjà âgé de vingt-neuf ans, le jeune homme conserve ce titre pendant vingt-sept années. Au début de son règne, Guillaume Ier est considéré comme un souverain politiquement neutre. Frédéric-Guillaume et les libéraux allemands espèrent donc qu'avec lui s'ouvre une nouvelle ère politique. Cet espoir semble partagé par la population puisque, aux élections, les libéraux parviennent à augmenter le nombre de leurs sièges à la diète prussienne. Cependant, le roi Guillaume montre bientôt sa sensibilité conservatrice et s'oppose aux réformateurs.

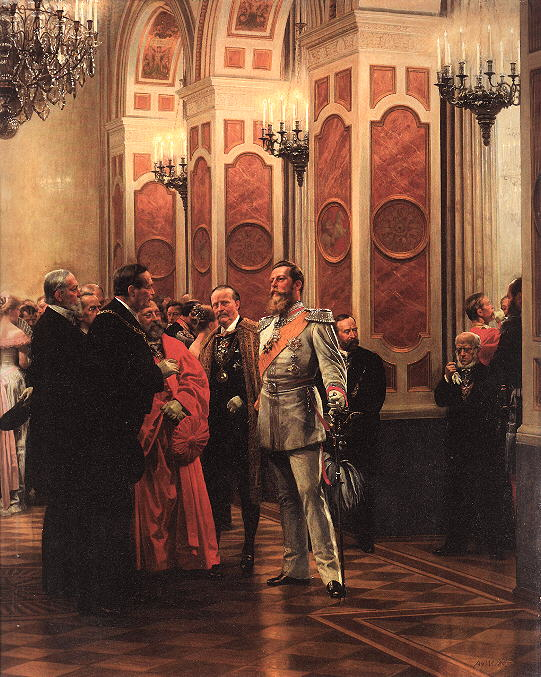
Le Kronprinz en conversation avec des dignitaires allemands. Tableau d'Adolph von Menzel (1885).

Soldat dogmatique déjà âgé de soixante-quatre ans, Guillaume Ier entre donc rapidement en conflit avec le parlement prussien. Ainsi, dès septembre 1862, un affrontement entre le souverain et les députés à propos d'une réforme de l'armée manque de conduire au remplacement de Guillaume par Frédéric-Guillaume. De fait, le roi menace d'abdiquer si la diète refuse de lui accorder les crédits nécessaires à son plan de réorganisation de l'armée. Frédéric-Guillaume est horrifié par cette idée, et déclare à son père qu'une abdication « constituerait une menace pour la dynastie, le pays et la couronne ».
Guillaume change alors d'avis et nomme Otto von Bismarck ministre-président de Prusse. Le choix de Bismarck, homme politique autoritaire et peu respectueux du parlement, comme chef du gouvernement conduit cependant à l'opposition du Kronprinz et du roi. Désireux d'unifier l'Allemagne par des moyens pacifiques et libéraux, Frédéric-Guillaume est rapidement isolé face à la politique du « sang et du fer ». Bientôt, le prince héritier est totalement exclu des affaires politiques par son père et cette situation perdure tout au long du règne de Guillaume Ier. Soutenu par sa femme, le Kronprinz n'hésite pourtant pas à protester publiquement contre le gouvernement de son père. En 1863, il critique ainsi durement la restriction de la liberté de la presse décidée par Bismarck lors d'une réception officielle à Dantzig.
Bientôt dépourvus de toute réelle fonction officielle en Prusse, Frédéric-Guillaume et Victoria passent donc de longues périodes au Royaume-Uni. Contrairement à Guillaume Ier, la reine Victoria n'hésite pas à demander à son gendre de la représenter durant des cérémonies publiques.

#### De la guerre des Duchés à la guerre austro-prussienne

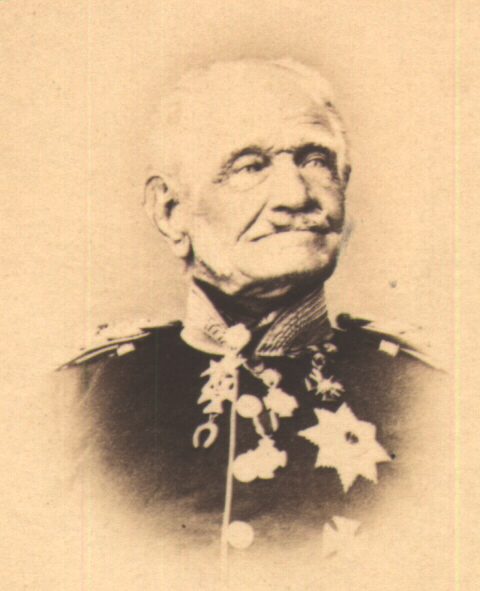
Le comte Frédéric von Wrangel.

En 1863, éclate la deuxième guerre des Duchés qui oppose le Danemark à la Prusse et à l'Autriche à propos de la possession du Schleswig-Holstein. Nommé pour superviser le commandant suprême des armées de la Confédération germanique, le comte Frédéric von Wrangel et son équipe, le Kronprinz dénoue avec tact les tensions qui divisent les officiers. Les Prussiens et leurs alliés autrichiens défont les Danois et envahissent le sud du pays jusqu'au Jutland. Mais, après la guerre, ils passent deux ans à se disputer le leadership des États allemands.
L'opposition entre les deux anciens alliés aboutit à la guerre austro-prussienne. Opposé à un conflit avec Vienne, Frédéric-Guillaume accepte malgré tout le commandement d'une des trois armées prussiennes et prend le comte Leonhard von Blumenthal comme chef de son état-major. L'arrivée, au bon moment, des troupes du Kronprinz lors de la bataille de Sadowa, est décisive pour assurer la victoire aux Prussiens.
Après la bataille, Guillaume Ier décore son fils de l'ordre Pour le Mérite en récompense de son comportement sur le champ de bataille. Quelques jours avant Sadowa, le Kronprinz avait écrit à son épouse qu'il espérait que cette guerre soit la dernière qu'il aurait à mener. Pourtant, au troisième jour de la confrontation, il demande par écrit à Victoria : « Qui sait si nous n'aurons pas à mener une troisième guerre pour conserver ce que nous avons gagné aujourd'hui ? ».

#### La guerre franco-prussienne

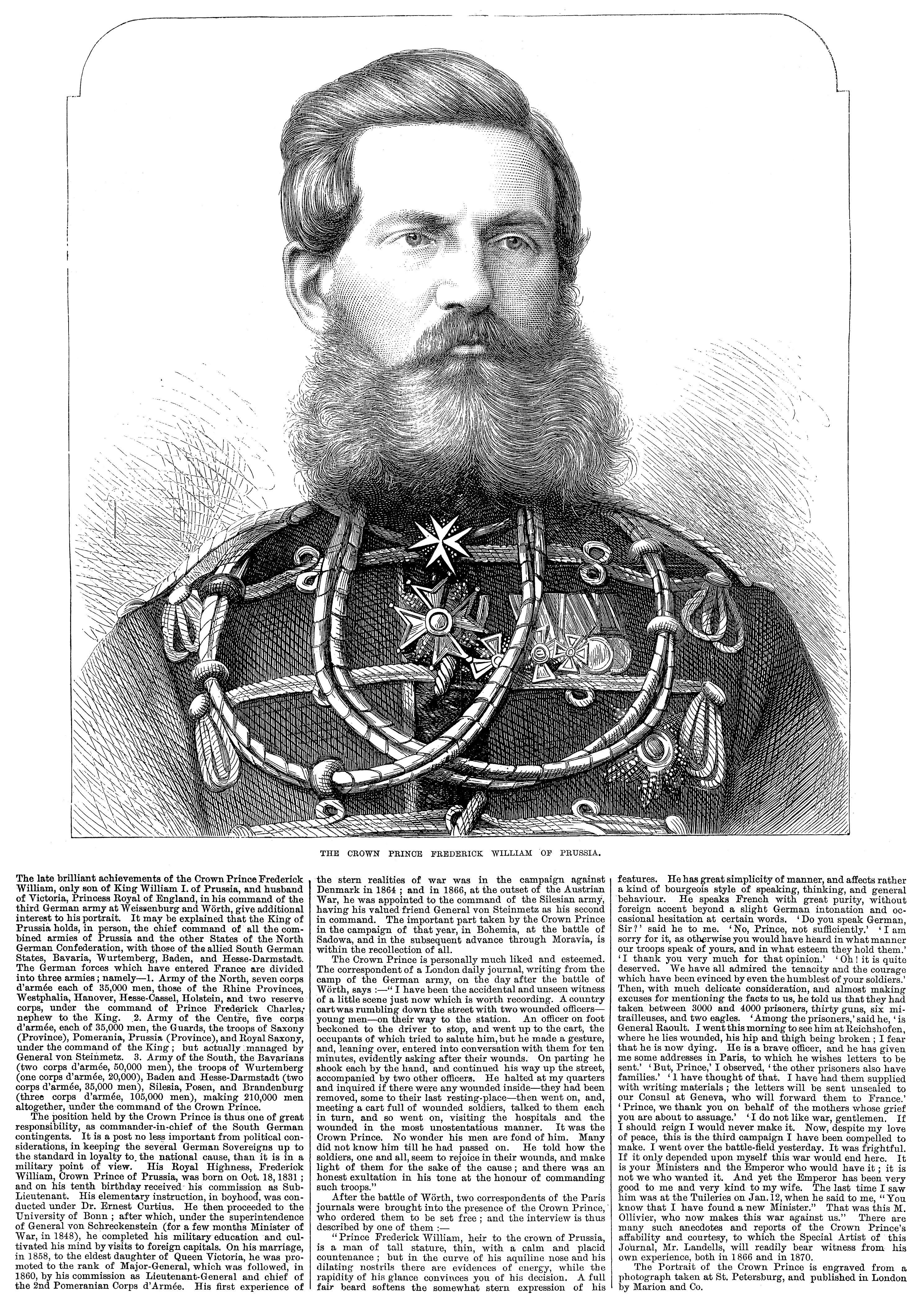
The Illustrated London News du 20 août 1870 célèbre les victoires du Kronprinz durant la guerre franco-prussienne.

Quatre ans après la fin de la guerre austro-prussienne, éclate la guerre franco-prussienne de 1870 durant laquelle le Kronprinz commande la 3e armée allemande, composée de troupes originaires des États d'Allemagne du Sud,. Durant ce nouveau conflit, Frédéric-Guillaume est loué pour son action contre les Français durant les batailles de Wœrth et de Wissembourg mais c'est à Sedan et à Paris qu'il rencontre le plus de succès. Le respect avec lequel Frédéric-Guillaume traite alors les ennemis de son pays lui gagne d'ailleurs la reconnaissance des observateurs des pays neutres.
Évidemment, ses victoires militaires attirent également au prince l'amour de ses hommes. Après la bataille de Wœrth, un journaliste londonien est ainsi le témoin des nombreuses visites du Kronprinz aux soldats prussiens blessés et décrit l'affection et le respect avec lequel les militaires le traitent.
Pourtant, l'héritier du trône n'est pas un homme de guerre. Lors d'un entretien avec deux journalistes parisiens venus l'interroger, il déclare : « Je n'aime pas la guerre, messieurs. Si je dois régner, j'espère ne jamais avoir à la faire ». Ne s'y trompant pas, un autre journaliste français écrit à propos du prince : « Le Kronprinz a laissé quantité de preuves de sa bonté et de son humanité dans le pays contre lequel il a fait la guerre ». Pour ses actes et son comportement, le London Times publie lui aussi une louange à Frédéric-Guillaume en juillet 1871. Il écrit ainsi que « le Prince s'est gagné autant d'honneurs par sa noblesse de cœur que par ses prouesses durant cette guerre ».

### Kronprinz d'Allemagne

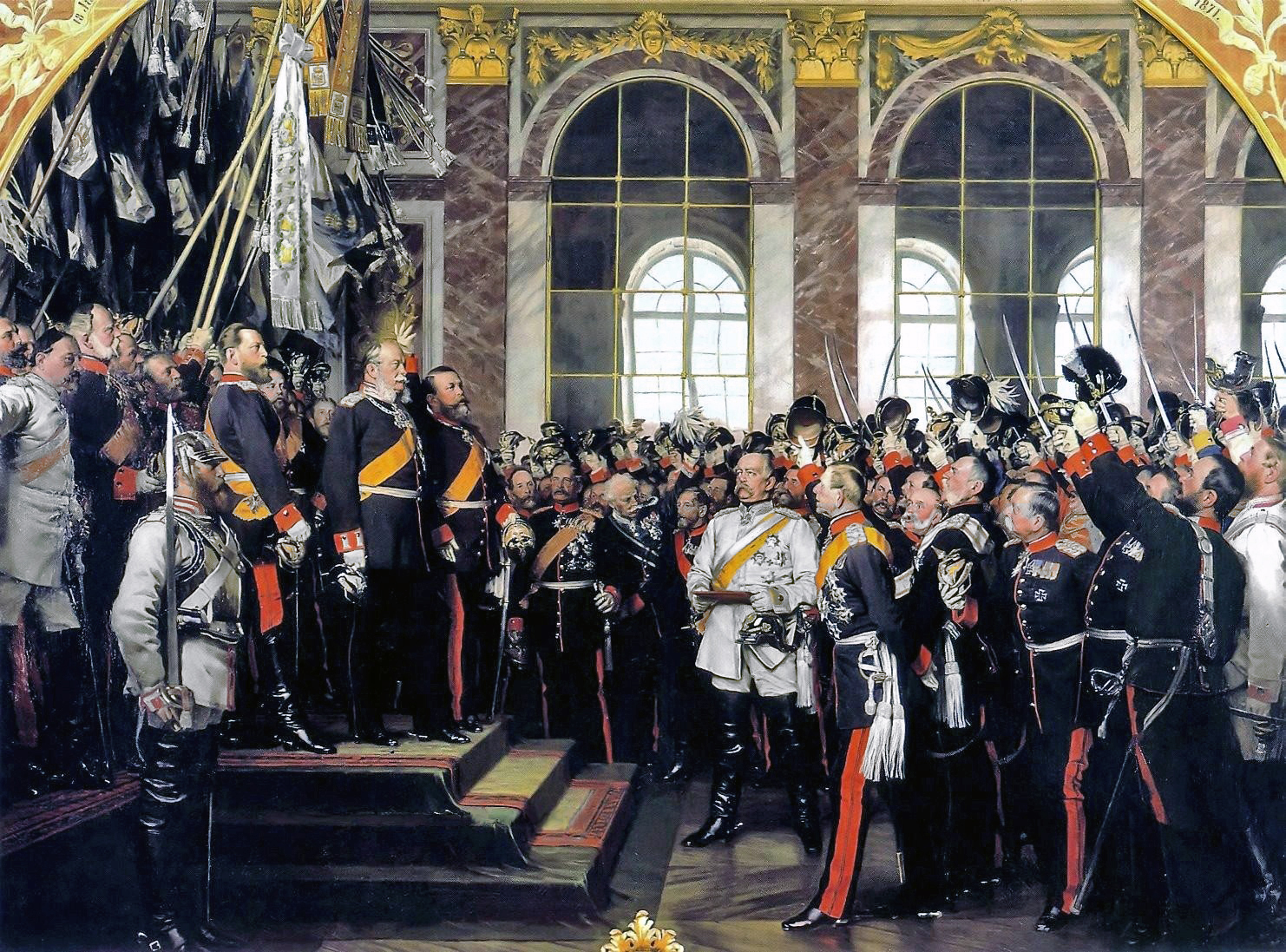
La Proclamation de l'Empire allemand dans la Galerie des Glaces de Versailles par Anton von Werner (1885).
Bismarck se trouve au centre, en blanc. Le grand-duc de Bade, gendre de l'empereur, est aux côtés de et conduit les acclamations. Le Kronprinz Frédéric-Guillaume se tient derrière son père.

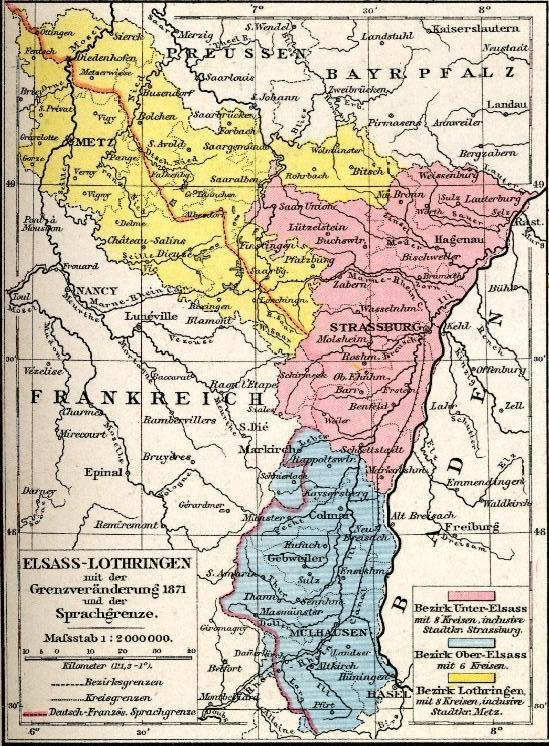
La "Terre d'Empire" d'Alsace-Lorraine (la frontière linguistique est marquée en rouge).

#### La proclamation duIIeReich
Le 18 janvier 1871, jour anniversaire de l'accession des Hohenzollern à la dignité royale en 1701, les princes de la Confédération de l'Allemagne du Nord ainsi que ceux d'Allemagne du Sud (Bavière, Bade, Wurtemberg et Hesse-Darmstadt) proclament Guillaume Ier empereur dans la Galerie des Glaces du château de Versailles. Ils unissent alors symboliquement leurs États au sein d'un nouvel Empire allemand. Frédéric-Guillaume devient Kronprinz d'Allemagne et Otto von Bismarck chancelier impérial. Par la suite, les États catholiques d'Allemagne du Sud, qui n'étaient liés à la Prusse que par une union douanière, sont officiellement incorporés à l'Allemagne unifiée par les traités de Versailles (26 février 1871) et de Francfort (10 mai 1871) qui donne à la nouvelle Allemagne l'Alsace, la Lorraine plattophone ainsi que la plus importante place forte d'Europe : Metz et sa région. S'y rajoute sur la demande du nouveau Kaiser, les villages où se déroula la bataille de Saint-Privat qu'il nomme « le tombeau de ma garde ».

#### Un rôle officiel toujours limité

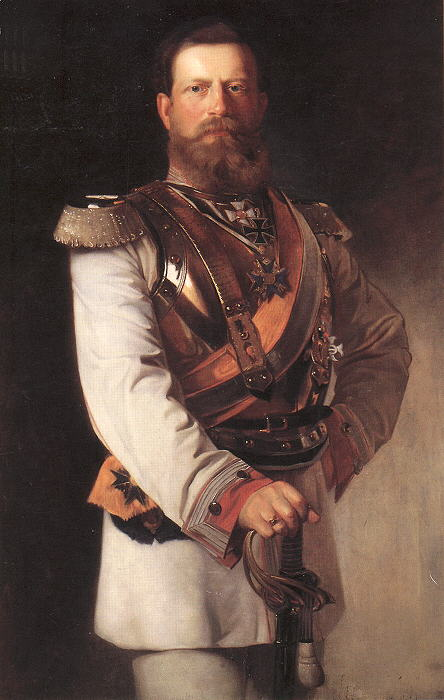
Portrait de Frédéric par Heinrich von Angeli (1874).

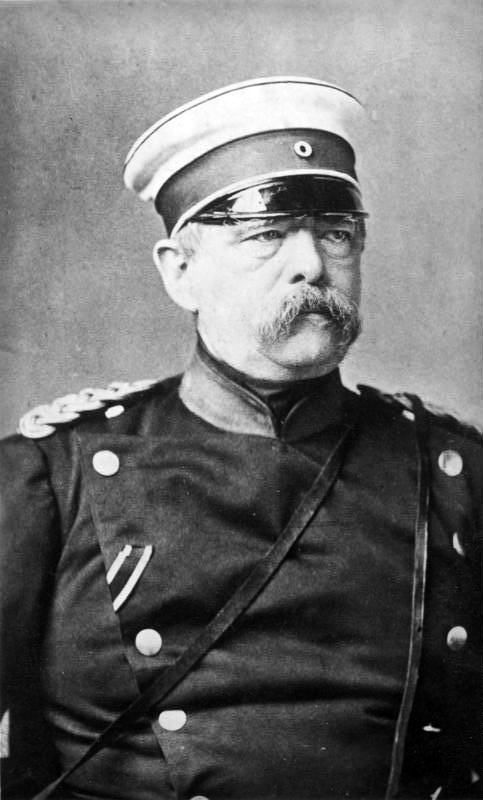
Le chancelier Otto von Bismarck, adversaire du Kronprinz et de son épouse (1875).

Toujours en conflit avec la politique et les actions de son père et de Bismarck, Frédéric-Guillaume se place ostensiblement aux côtés des libéraux allemands et soutient notamment ceux-ci dans leur opposition à l'augmentation des crédits de l'armée. Cependant, l'héritier du trône impérial n'est pas plus écouté que lorsqu'il était seulement Kronprinz de Prusse. Ses seules fonctions officielles sont celles de représentant de l'Allemagne et de son souverain lors des cérémonies, des mariages et des célébrations officielles comme le Jubilé de diamant de la reine Victoria de 1887.
Le prince Frédéric-Guillaume s'investit par ailleurs dans de nombreux travaux d'intérêt public, comme la fondation d'écoles ou d'églises dans la région de Bornstädt, près de Potsdam,. Désireux d'aider son père à faire de Berlin un important centre culturel en Europe, l'héritier est nommé Protecteur des Musées publics. C'est d'ailleurs largement grâce à lui que la capitale allemande acquiert de nouvelles collections d'objets d'art et qu'est fondé le musée de Bode (connu sous le nom de « Musée du Kaiser Friedrich » jusqu'en 1956).

### Empereur allemand

#### Un empereur attendu mais gravement malade
Les forces progressistes allemandes attendent donc avec impatience l'arrivée de Frédéric-Guillaume sur le trône,. Cependant, le très conservateur Guillaume Ier vit jusqu'à l'âge de quatre-vingt-dix ans et meurt seulement le 9 mars 1888. À cette époque, Frédéric-Guillaume a déjà cinquante-six ans et il est atteint d'un cancer du larynx. Enfin devenu Kaiser, il regarde sa maladie avec consternation et se lamente de ne pas pouvoir servir davantage son pays,. Il choisit de régner non sous le nom de Frédéric-Guillaume V mais de Frédéric III.
Malade, Frédéric III reçoit des conseils contradictoires de la part de ses médecins. Ainsi, en Allemagne, le docteur Ernst von Bergmann désire lui enlever complètement le larynx tandis que son collègue, le docteur Rudolf Virchow, y est totalement opposé car une telle opération n'a jamais été organisée sans aboutir au décès du patient,. Le célèbre laryngologue britannique Morell Mackenzie, qui n'a pas reconnu le cancer de l'empereur, conseille quant à lui une simple cure en Italie, ce que Frédéric III et son épouse finissent par accepter.
Le 8 février 1888, un mois avant la mort de Guillaume Ier, le docteur Bergmann enlève une canule au Kronprinz pour lui permettre de respirer mais l'intervention chirurgicale lui fait perdre l'usage de la parole. Désormais incapable de s'exprimer verbalement, Frédéric doit se résoudre à utiliser l'écriture pour communiquer. Malgré tout, le prince a eu de la chance pendant l'opération : le docteur Bergmann a en effet manqué de tuer l'héritier du trône en ratant l'incision de la trachée et en dirigeant la canule vers le mauvais endroit de la gorge. Frédéric a alors commencé à tousser et à saigner et Bergmann a donc dû placer son index dans la blessure pour l'élargir. Le saignement a fini par se calmer au bout de deux heures mais l'action du médecin a eu pour conséquence de créer un abcès dans le cou de son patient. Rapidement, du pus a fini par s'y emmagasiner, gênant considérablement l'empereur durant les derniers mois de sa vie. Après l'opération qu'il a subie, le prince se plaint à son entourage d'avoir été maltraité par le médecin et cherche à savoir « pourquoi Bergmann a mis son doigt dans [sa] gorge ». Quelques semaines plus tard, le docteur Evans pratique avec davantage de succès une nouvelle trachéotomie en fabriquant une canule à partir d'une fine médaille en argent.

#### «L'empereur des 99 jours»
Malgré sa maladie, l'empereur Frédéric III fait de son mieux pour remplir ses obligations officielles et il n'oublie pas de récompenser ceux qui l'ont toujours soutenu. Immédiatement après l'annonce de son accession au trône, il décore ainsi son épouse, l'impératrice Victoria, de l'ordre de l'Aigle noir, afin de l'honorer en tant qu'impératrice.

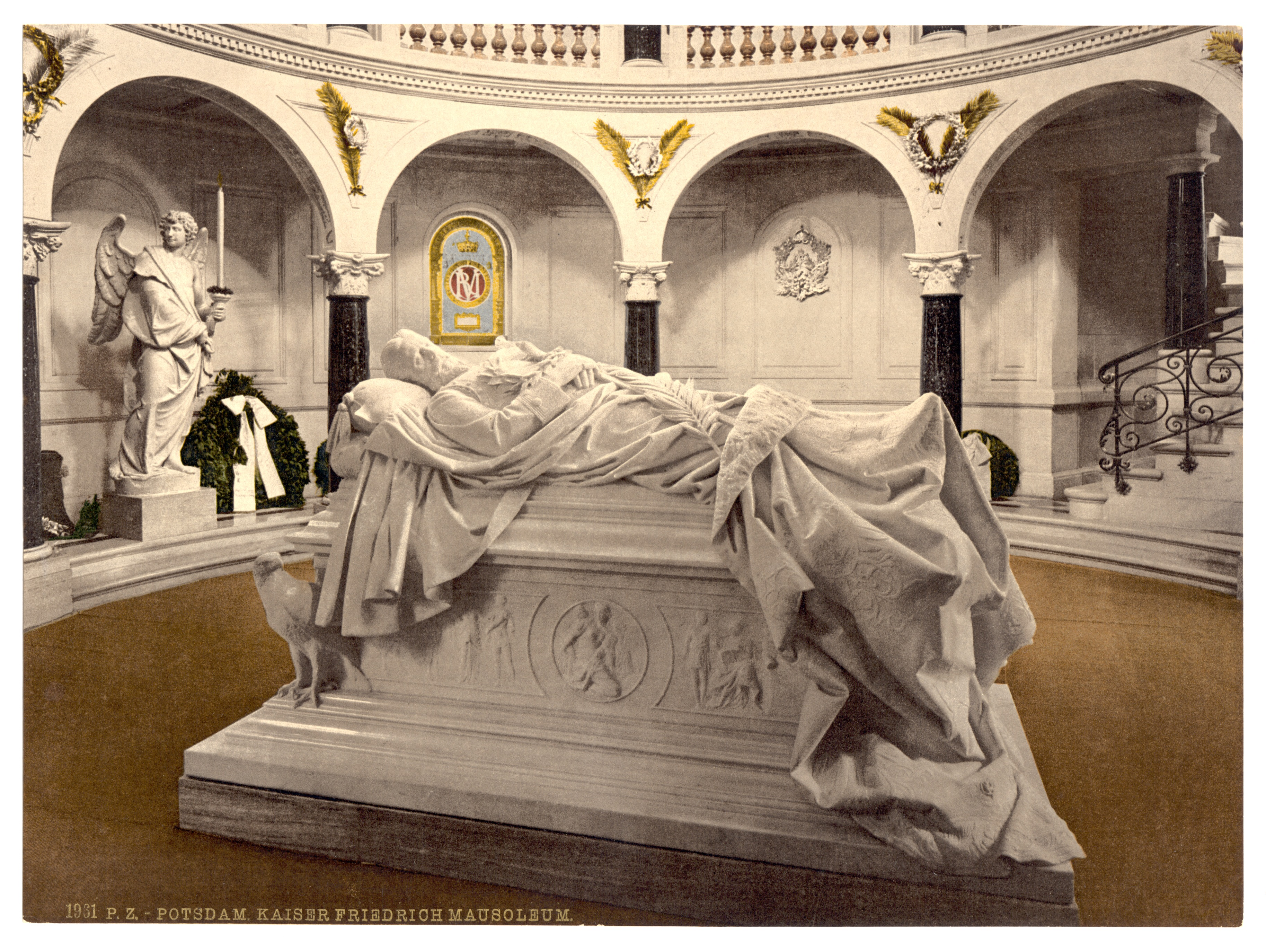
Au Kaiser-Friedrich-Mausoleum de Potsdam, le tombeau de l'empereur est surmonté d'un gisant le représentant.

Pendant son court règne, le souverain reçoit en visite officielle sa belle-mère, la reine Victoria, et le roi Oscar II. Il assiste également au mariage de son fils, le prince Henri de Prusse, avec sa nièce, la princesse Irène de Hesse-Darmstadt. Mais Frédéric III ne reste sur le trône que quatre-vingt-dix-neuf jours et, malade, se révèle incapable de mener à bien les réformes qui lui tiennent tant à cœur depuis longtemps. Ainsi, un édit qu'il a écrit bien avant d'être élevé à la dignité impériale et qui limite les pouvoirs du chancelier et du souverain n'est jamais appliqué. Le 8 juin 1888, Frédéric III force Robert von Puttkamer à démissionner de son poste de ministre de l'Intérieur du royaume de Prusse, parce que des preuves avaient révélé que celui-ci était intervenu dans les élections au Reichstag.
Conscient que sa mort approche, Frédéric III se préoccupe surtout du sort de son pays. En mai 1888, il déclare ainsi : « Je ne peux pas mourir… Qu'arriverait-il à l'Allemagne ? ». Il meurt pourtant le 15 juin suivant et son fils aîné, le jeune Guillaume II, lui succède sur le trône. Frédéric III est alors enterré dans un mausolée accolé à la Friedenskirche de Potsdam. Après le décès de l'empereur, le Premier ministre britannique William Gladstone le qualifie de « Barberousse du libéralisme allemand ».

## Franc-maçonnerie

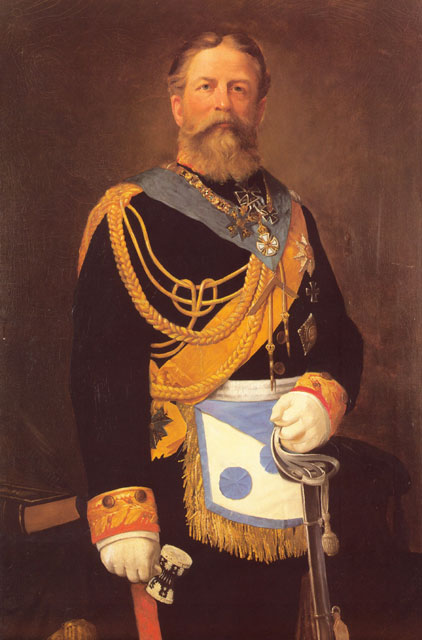
Frédéric III en décors maçonniques.

Il est initié à la franc-maçonnerie par son père à l'âge de 22 ans en 1853, dans la Große Landesloge der Freimaurer von Deutschland (de). Il est aussi membre d'honneur des deux Grandes Loges prussiennes, la Große National-Mutterloge Zu den 3 Weltkugeln (de) et la Große Loge von Preußen genannt Royal York zur Freundschaft (de). Le 18 juin 1860 il devient Grand maître de la Große Landesloge der Freimaurer von Deutschland et, à partir de 1861, il succède à son père en tant que protecteur des trois Grandes Loges de Berlin. Il s'engage dans une réforme des rituels et du symbolisme de la franc-maçonnerie allemande et essaie de mettre de l'ordre dans la structure des Hauts grades. Il essaie aussi d'unifier les diverses Grandes Loges mais se heurte aux tendances conservatrices de beaucoup de francs-maçons allemands. Le 7 mars 1874, il se démet de la charge de Grand-maître mais reste toutefois le protecteur des Grandes Loges prussiennes.

## Controverse historiographique

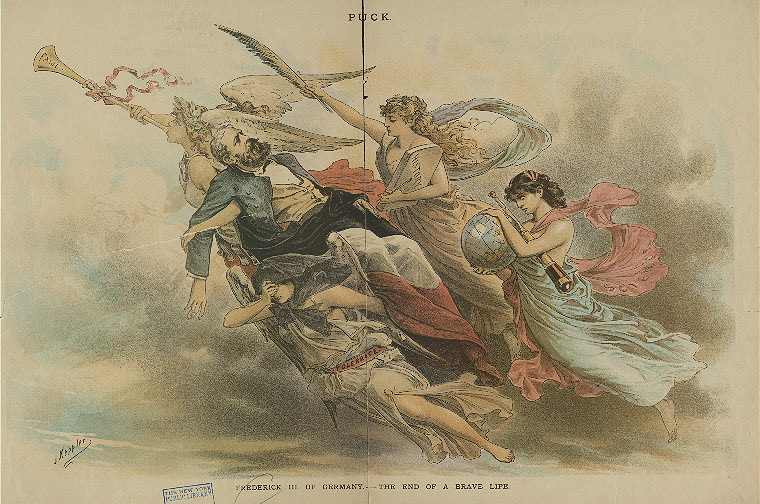
« La fin d'une vie courageuse » : le magazine américain Puck en deuil de l'empereur libéral Frédéric III.

Durant toute sa vie, Frédéric est convaincu qu'un gouvernement ne devrait pas agir contre la volonté de son peuple,. Très libéral, il admire son beau-père, le prince Albert de Saxe-Cobourg-Gotha, et le régime parlementaire britannique. Avant d'accéder au trône, il a par ailleurs eu l'occasion de discuter longuement de ses idées concernant le gouvernement avec sa belle-mère, la reine Victoria et d'autres personnes,. En accord avec son épouse, il a prévu de réformer l'Empire allemand en nommant à sa tête des ministres plus libéraux.
Une fois arrivés sur le trône, Frédéric III et Victoria cherchent à limiter durablement le rôle du chancelier impérial et à réorganiser le système politique allemand afin d'y ajouter plusieurs éléments du modèle libéral britannique. Beaucoup d'historiens, comme William Harbutt Dawson ou Erich Eyck, considèrent donc que la mort inopinée de Frédéric III a brisé le développement du mouvement libéral à l'intérieur de l'Empire. Ils pensent en effet que s'il avait régné plus longtemps et eu une meilleure santé, Frédéric aurait fait de l'Allemagne une démocratie libérale et empêché sa militarisation à outrance,. D'autres auteurs, comme Michael Balfour ou Michael Freund, vont plus loin en postulant qu'en régnant plus longtemps, Frédéric aurait empêché le déclenchement de la Première Guerre mondiale et, par ricochet, l'avènement du nazisme et la Seconde Guerre mondiale,. Plus prudent, l'historien Frank Tipton se contente de demander : « Que serait-il advenu si son père était mort plus tôt ou si lui-même avait vécu plus longtemps ? ».

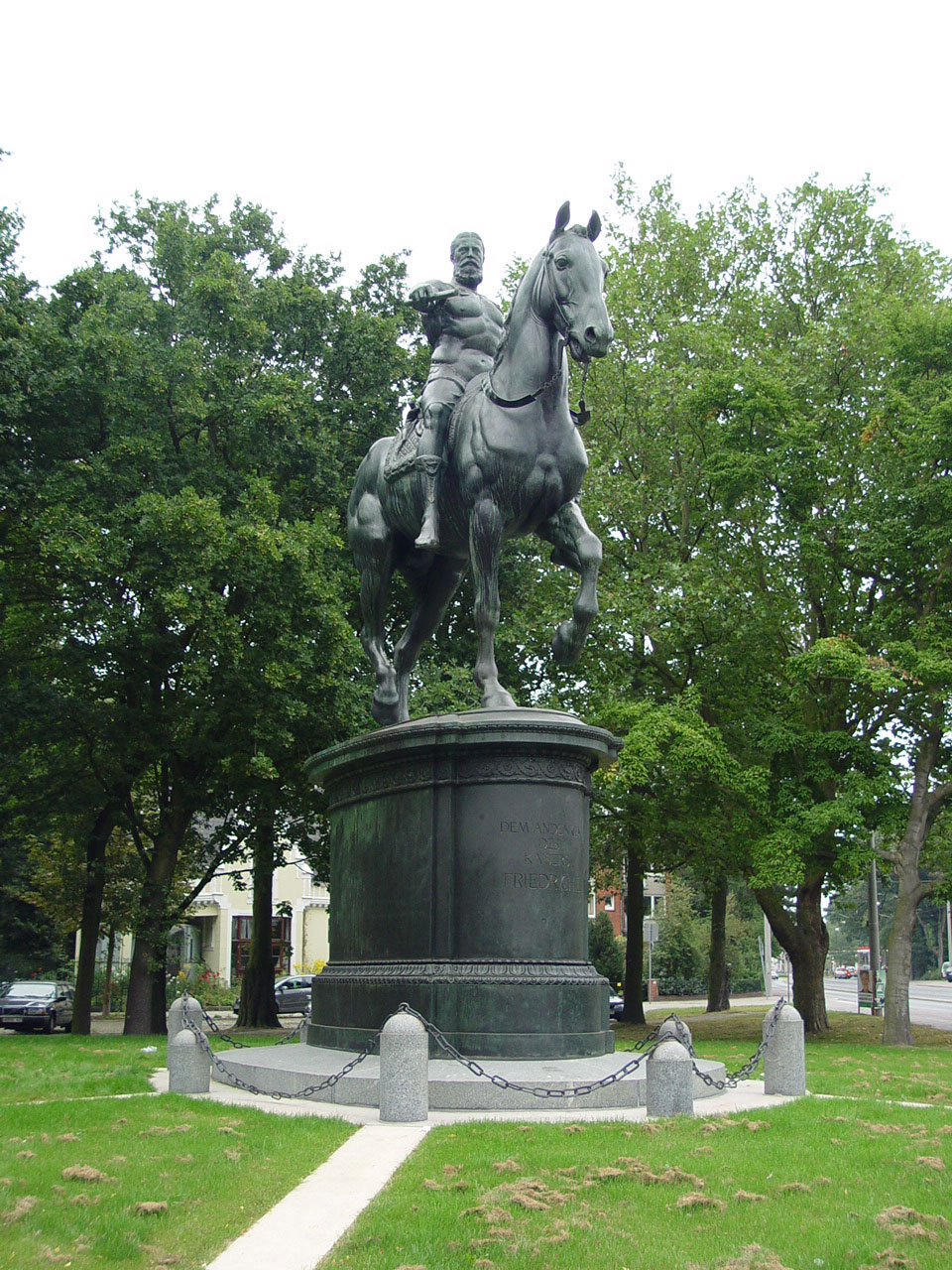
Statue équestre de Frédéric III par Louis Tuaillon à Brême.

En revanche, d'autres chercheurs, tels que Wilhelm Mommsen ou Arthur Rosenberg, s'opposent à l'idée que l'empereur aurait pu libéraliser l'Allemagne. Ils estiment en effet que Frédéric n'aurait jamais osé s'opposer à la fois à son père et à Bismarck pour changer l'histoire de son pays. Excellent soldat élevé dans la tradition militaire de sa famille, Frédéric s'est plié à la plupart des décisions politiques de son père et du chancelier. Pour Andreas Dorpalen, il est donc peu probable que l'empereur aurait changé de comportement s'il était resté plus longtemps sur le trône,, d'autant qu'il avait un caractère trop faible pour pouvoir amener de réels changements en Allemagne. Arthur Rosenberg va plus loin, considérant que, malgré ses tendances libérales, Frédéric croyait fermement en Bismarck et dans son système. Quant à James J. Sheehan, il suppose que le climat politique et le système des partis allemands étaient trop conservateurs à la fin du XIXe siècle pour que Frédéric ait pu les libéraliser en profondeur. Finalement, Andreas Dorpalen (de) ajoute que le libéralisme de Frédéric a été exagéré après sa mort pour laisser une image forte au mouvement libéral germanique. Il considère par ailleurs que les erreurs commises par Guillaume II ont contribué à peindre son père sous une lumière plus favorable.

## Postérité

### Géographie

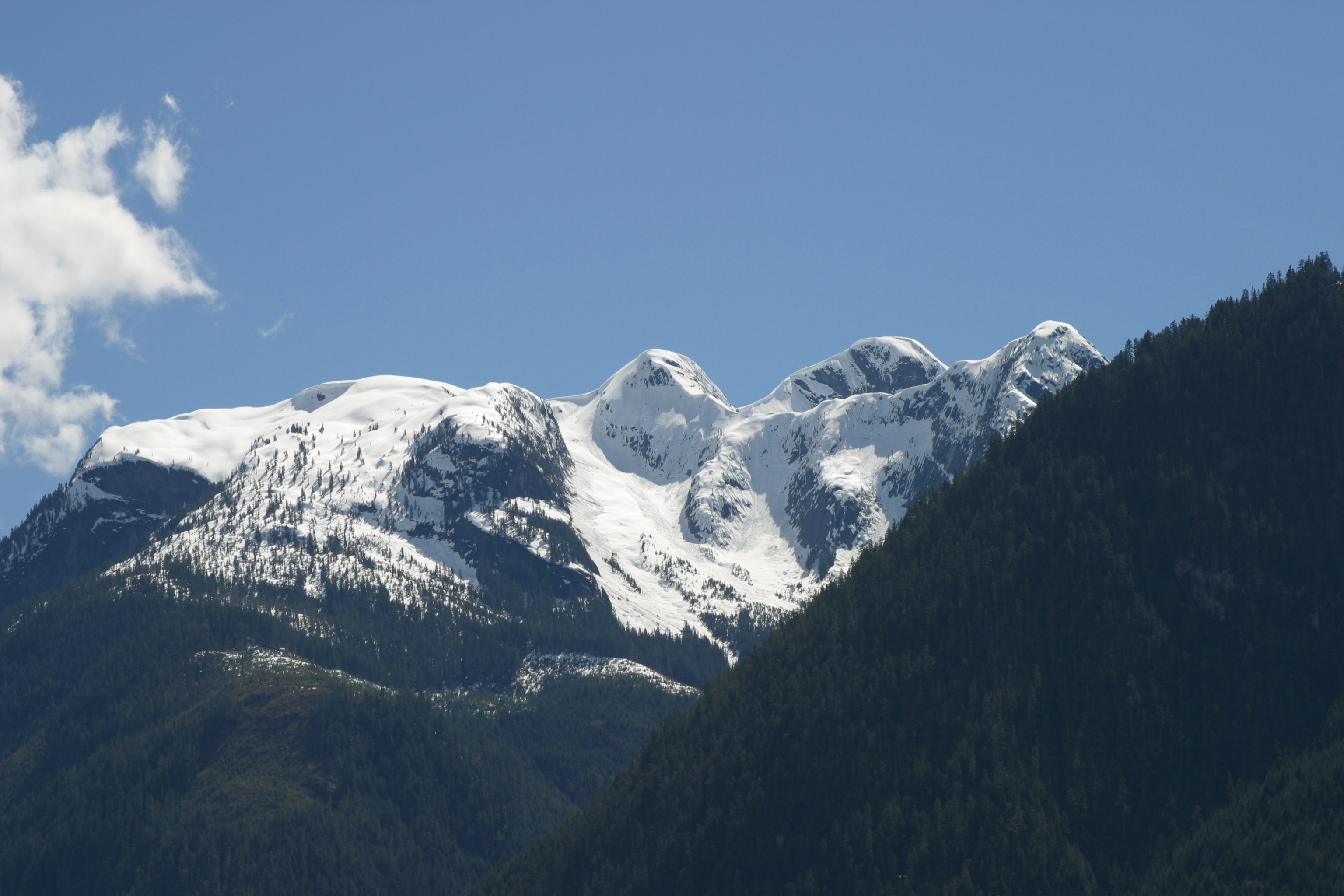
Le mont Frédéric-Guillaume au Canada.

Le mont Frédéric-Guillaume (en) (Mount Frederick William) dans la baie Jervis en Colombie-Britannique au Canada a été nommé ainsi en l'honneur du Kronprinz Frédéric en 1860.

### Monuments
- Le musée de Bode de Berlin a été nommé « Kaiser-Friedrich-Museum » jusqu'en 1956. Il porte aujourd'hui le nom de son premier curateur, Wilhelm von Bode[76].
- Le Schloss Friedrichshof de Kronberg, qui est passé par héritage à la Maison de Hesse-Cassel, porte le nom de l'empereur. C'est aujourd'hui un hôtel cinq étoiles[77].
- Le Kaiser-Friedrich-Halle (de) de Mönchengladbach est une salle polyvalente construite dans le style art nouveau en l'honneur du monarque en 1902-1903[78].
- La Kaiser-Friedrich-Gedächtniskirche (de) est une église construite à la mémoire de l'empereur Frédéric III à partir de 1892. Détruite durant la Seconde Guerre mondiale, elle a été reconstruite dans un style très moderne pour l'Exposition de construction internationale de 1957[79].

### Numismatique
Une pièce de 20 marks d'or à l'effigie de Frédéric III a été frappée en 1888.

### Télévision
Le rôle de Frédéric est interprété par l'acteur Denis Lill (en) dans la mini-série britannique La Chute des aigles (Fall of Eagles) produite par la BBC en 1974.

## Journal deFrédéricIII
- (en) Emperor Frederick III, The War Diary of the Emperor Frederick III, (1870-1871), traduit et édité par Alfred Richard Allinson, Frederick A. Stokes Company, New-York, 1927[N 6].

#### SurFrédéricIII
- (en) Andreas Dorpalen, « Emperor Frederick III and the German Liberal Movement », The American Historical Review, vol. 54,‎ octobre 1948, p. 1-31. .
- (de) Kurt Düwell et. alii, Drei deutsche Kaiser. Wilhelm I., Friedrich III., Wilhelm II. Ihr Leben und ihre Zeit, Ploetz, Freiburg, 1996  (ISBN 3876401925).
- * (en) Ladislas Farago et Andrew Sinclair, Royal Web: The Story of Princess Victoria and Frederick of Prussia, New York, McGraw-Hill Book Company, 1981 (ISBN 0-297-779877). .
- (de) Wilhelm Koehler, Das Drei-Kaiser-Album. Reprint der Originalausgabe von 1912, Melchior, Wolfenbüttel, 2007  (ISBN 3939791261).
- (en) Patricia Kollander, Frederick III: Germany’s Liberal Emperor, Londres, Greenwood Publishing Group, 1995 (ISBN 9780313294839). .
- (en) J. McCullough, « An Imperial Tragedy: Frederick III and the Letters of the Empress », Canadian Medical Association Journal,‎ mars 1930, p. 403-409.
- (de) Hermann Mueller-Bohn, Kaiser Friedrich der gütige: Vaterländisches Ehrenbuch, Berlin, Verlag Von Paul Kittel, 1990 (OCLC 11475860). .
- (de) Hans-Joachim Neumann, Friedrich III: Der 99-Tage-Kaiser, édition q, Berlin, 2006  (ISBN 3861246023)
- (en) John Van der Kiste, Frederick III: German Emperor 1888, Gloucester, Sutton Publishing, 1981 (ISBN 9780904387773). .
- (en) John Van der Kiste, Dearest Vicky, Darling Fritz: The Tragic Love Story of Queen Victoria's Eldest Daughter and the German Emperor, Sutton Publishing, 2001 (ISBN 0750925833).
- (de) Ludwig Ziemssen (de), Friedrich, deutscher Kaiser und König von Preußen, Franz Lipperheide, Berlin, 1888 (ASIN B0018KRFG8).
- (de) Michael Freund (de): Das Drama der 99 Tage. Krankheit und Tod Friedrichs III. Kiepenheuer u. Witsch, Köln/Berlin 1966.
- (de) Franz Herre: Kaiser Friedrich III. Deutschlands liberale Hoffnung. Eine Biographie. Deutsche Verlags-Anstalt, Stuttgart 1987,  (ISBN 3-421-06370-2).
- (de) Hans-Christof Kraus: Friedrich III. In: Frank-Lothar Kroll (Hrsg.): Preußens Herrscher. Von den ersten Hohenzollern bis Wilhelm II. Beck, München 2001,  (ISBN 3-406-46711-3), S. 265–289.
- (de) Heinrich Otto Meisner, « Friedrich III », dans Neue Deutsche Biographie (NDB), vol. 5, Berlin, Duncker & Humblot, 1961, p. 487–489 (original numérisé).
- (de) Frank Lorenz Müller (de): Der 99-Tage-Kaiser. Friedrich III. von Preußen – Prinz, Monarch, Mythos. Siedler, München 2013,  (ISBN 978-3-8275-0017-5)[82].
- Werner Richter (de): Friedrich III. Leben und Tragik des zweiten Hohenzollern-Kaisers. 2. Auflage. Bruckmann, München 1981,  (ISBN 3-7654-1794-7).

#### SurFrédéricIIIet sa famille
- (fr) Christian Baechler, Guillaume II le Kaiser, Fayard, 2003  (ISBN 2213615578).
- (en) Michael Balfour, The Kaiser and his Times, Houghton Mifflin, Boston, 1964 (OCLC 807459).
- (en) Lamar Cecil, Wilhelm II: Prince and Emperor 1859-1900, University of North Carolina, Chapel Hill, 1989  (ISBN 9780807818282).
- (fr) Catherine Clay, Le roi, l'empereur et le tsar : Les trois cousins qui ont entraîné le monde dans la guerre, Librairie Académique Perrin, traduction française, 2008  (ISBN 2262028559).
- (en) Egon Corti, English Empress: A Study in the Relations Between Queen Victoria and Her Eldest Daughter, Empress Frederick of Germany, cassel, Londres, 1957 (OCLC 60222037).
- (de) Michael Freund, Das Drama der 99 Tage, Kiepenheuer & Witsch, Cologne, 1966.
- (en) Denis Judd, Eclipse of Kings: European Monarchies in the Twentieth Century, Stein and Day, New York, 1976  (ISBN 9780685701195).
- Giles MacDonogh, Last Kaiser: The Life of Wilhelm II, Londres, Macmillan, 2003 (ISBN 9780312305574). .
- (en) J. Alden Nichols, The Year of the Three Kaisers: Bismarck and the German Succession, 1887-88, University of Illinois Press, Chicago, 1987  (ISBN 9780252013072).
- (en) Hannah Pakula, An Uncommon Woman - The Empress Frederick: Daughter of Queen Victoria, Wife of the Crown Prince of Prussia, Mother of Kaiser Wilhelm, New York, Simon and Schuster, 1995 (ISBN 9780684808185). .
- (en) John Röhl, Young Wilhelm: The Kaiser's Early Life, 1859-1888, Cambridge, Cambridge University Press, 1998 (ISBN 9780521497527). .
- (en) Andrew Sinclair, The Other Victoria: The Princess Royal and the Grand Game of Europe, Londres, Weidenfeld and Nicholson, 1981 (ISBN 0-297-779877). .

#### Ouvrages généraux
- (en) Ned Chalat, « Sir Morell Mackenzie Revisited » dans The Laryngoscope, volume 94, octobre 1984.
- (en) Harold James Dyos et Michael Wolff, The Victorian City, volume 1, Routledge, Londres, 1999  (ISBN 9780415193238).
- (en) Edgar Feuchtwanger, Bismarck, Routledge, Londres, 2002  (ISBN 9780415216142).
- (en) Michael Howard, The Franco-Prussian War: The German Invasion of France, 1870-1871, Routledge, Londres, 2001  (ISBN 9780415266710).
- (en) Martin Kitchen, The Cambridge Illustrated History of Germany, Cambridge University Press, Cambridge, 1996  (ISBN 9780521453417).
- (en) John Lord, Beacon Lights of History, volume X, Kessinger Publishing, Montana, 2004  (ISBN 9781419109201).
- (en) Jan Palmowski, Urban Liberalism in Imperial Germany, Oxford University Press, Oxford, 1999  (ISBN 9780198207504).
- (fr) Bernard Poloni et alii, L'Empire allemand de l'unité du Reich au départ de Bismarck, 1871-1890, Du Temps, 2002  (ISBN 2842742060).
- (en) Arthur Rosenberg, The Birth of the German Republic 1871-1918, Oxford University Press, Oxford, 1931.
- (en) James Sheehan, German Liberalism in the Nineteenth Century, Chicago, University of Chicago Press, 1978 (ISBN 9781573926065). .
- (en) Jonathan Sperber, The European Revolutions, 1848-1851, Cambridge, Cambridge University Press, 1994 (ISBN 9780521386852). .
- (en) Frank Tipton, A History of Modern Germany Since 1815, Continuum International Publishing Group, Londres, 2003  (ISBN 9780826449108).
- (de) Heinz Ohff: Preußens Könige. Piper, München 2016,  (ISBN 978-3-492-31004-8), S. 307–332.

#### Bases de données et dictionnaires
- Ressources relatives aux beaux-arts :   - Académie des arts de Berlin
  - British Museum
  - National Portrait Gallery
  - Union List of Artist Names
- Ressources relatives à la musique :   - Bayerisches Musiker-Lexikon Online
  - Répertoire international des sources musicales
- Ressource relative à la vie publique :   - Documents diplomatiques suisses 1848-1975
- Ressource relative à la santé :   - Bibliothèque interuniversitaire de santé
- Notices dans des dictionnaires ou encyclopédies généralistes :   - Britannica
  - Deutsche Biographie
  - Dizionario di Storia
  - Enciclopedia italiana
  - Enciclopedia De Agostini
  - Gran Enciclopèdia Catalana
  - Hrvatska Enciklopedija
  - Internetowa encyklopedia PWN
  - Nationalencyklopedin
  - Proleksis enciklopedija
  - Store norske leksikon
  - Treccani
  - Visuotinė lietuvių enciklopedija
- Notices d'autorité :   - VIAF
  - ISNI
  - BnF (données)
  - IdRef
  - LCCN
  - GND
  - Italie
  - CiNii
  - Belgique
  - Pays-Bas
  - Pologne
  - Israël
  - NUKAT
  - Catalogne
  - Suède
  - Vatican
  - Australie
  - Norvège

#### Autres liens externes
- (en) Biographie du Kaiser Frédéric III sur GlobalSecurity.org.
- (de) Biographie et images du Kaiser sur deutsche-schutzgebiete.de
- (de) Biographie de Frédéric III sur le site de la maison de Hohenzollern
- (de) Biographie chronologique de Frédéric III sur le site du Musée virtuel allemand LeMO